# Trematopygodes minator
Trematopygodes minator là một loài tò vò trong họ Ichneumonidae.